# Carlo Pisani Dossi (1780-1852)
Carlo Pisani Dossi (Pavia, 7 maggio 1780 – Milano, 28 gennaio 1852) è stato un rivoluzionario, militare e nobile italiano.
Imparentato coi discendenti del celebre legislatore milanese Cesare Beccaria, fu nonno del noto scrittore della scapigliatura milanese Carlo Dossi.

## Biografia

### I primi anni
Nato a Pavia il 7 maggio 1780, Carlo Pisani Dossi era figlio di Gelasio Vincenzo, nobile pavese, e di sua moglie, Maria Rosalia Hölly von Niedermensdorff. A nemmeno vent'anni, con la calata di Napoleone in Italia, aderì agli ideali della Rivoluzione Francese.
Successivamente, decise di intraprendere la carriera militare e, durante il Regno napoleonico d'Italia entrò nell'esercito sino a raggiungere il grado di colonnello e comandante in capo della guardia d'onore della città di Pavia. Con la Restaurazione, a ogni modo, il Dossi fu tra i primi aristocratici pavesi a inneggiare al ritorno degli austriaci, dai quali ottenne di mantenere il proprio incarico militare, venendo altresì premiato con l'Ordine dei Santi Maurizio e Lazzaro dai Savoia. Il nipote Carlo Dossi così lo definiva: "Ingegno rozzo, arrogante, prodigo. Bevitore d'intere vendemmie […]. Fu tra i primi a ballare intorno all'albero della libertà a Pavia; tra i primi a caracollare intorno a Napoleone Imperatore, e poi a Francesco I".

### I moti del 1820-1821
Ritiratosi dal servizio attivo dopo il 1815, si dedicò all'amministrazione del proprio patrimonio fondiario che spaziava dalle terre della Lomellina all'Oltrepò pavese. Il suo animo inquieto e le sue ideologie rivoluzionarie, a ogni modo, lo spinsero a riprendere le armi nel 1821 per prendere parte al tentativo d'insurrezione organizzato a Genova e a quello di Voghera dove i piemontesi richiedevano ai Savoia una costituzione sul modello di quella di Cadice del 1812. In questo convulso periodo si distinse con Costantino Mantovani, avo dell'omonimo deputato repubblicano, per una serie di azioni di proselitismo tra i rivoluzionari milanesi e, catturato nel 1823, venne condannato a morte dal tribunale della capitale lombarda. Venne accusato di essere membro dell'associazione segreta dei Federati che riuniva sette di carbonari piemontesi e lombarde e che aveva avuto una parte attiva nei moti del 1820 e 1821 nell'Italia settentrionale. Gli vennero attribuiti anche dei contatti con Federico Confalonieri, anche se questi non avevano avuto il successo da lui sperato.

### L'esilio, la spedizione in Savoia ed il rientro a Milano
Riuscì a fuggire di prigione in quello stesso 1821 e si recò all'estero, dapprima in Inghilterra, poi in Francia e infine in Svizzera da dove entrò in contatto con altri emigrée che lo fecero propendere per il costituzionalismo monarchico anziché il mero repubblicanesimo. A Milano, la sua effigie venne simbolicamente impiccata in piazza Vetra.
Dalla Svizzera, nel 1831, progettò con altri una spedizione in Savoia con l'intento di organizzare nuovi moti rivoluzionari, ma l'idea non ebbe seguito. Fondò la società carbonara degli Indipendenti che si diffuse rapidamente in Savoia e in Piemonte e che si riuniva dapprima a Locarno e poi a Cadenazzo, entrando in contatto anche con gli ambienti mazziniani. Nell'autunno del 1832 promosse un congresso dei suoi consociati da tenersi a Bellinzona con l'intento di fondere il suo gruppo con la Giovine Italia, ma l'idea venne rigettata dallo stesso Giuseppe Mazzini che riteneva il gruppo del Pisani Dossi troppo impreparato per essere accolto nelle sue file. Nell'agosto del 1833, cercò nuovamente di organizzare una spedizione in Savoia che questa volta però riuscì l'anno successivo grazie al sostegno segreto di Giuseppe Arconati Visconti (il quale provvedette per il gruppo le giubbe necessarie) e soprattutto di Cristina di Belgioioso, nell'abitazione della quale, presso Carouge (non lontano da Ginevra) trovarono rifugio i superstiti della spedizione dopo il fallimento di quest'impresa.
È probabilmente in quest'occasione che entrò in contatto col principe Luigi Napoleone Bonaparte (futuro Napoleone III), il quale secondo la testimonianza del nipote "[...] gli donò un anello d’oro con su scritto honneur, fidelité, patrie (vacue promesse) dicendogli, che quando avrebbe rivendicato il suo trono, avrebbe ricompensato lui o qualunque della sua famiglia che gli si fosse presentato con detto anello. Beauharnais gli aveva donato il suo sigillo di acciaio".
Nel 1840, una volta ottenuta l'amnistia dal governo austriaco in Italia, tornò a Pavia, continuando ad amministrare i beni della propria famiglia.
Morì a Milano il 28 gennaio 1852.

## Matrimonio e figli
Nel 1806 aveva sposato Luigia Milesi, sorella di Bianca che fu patriota, pittrice e letterata. Da questo matrimonio nacquero sei figli fra i quali:
- Gaetano
- Giuseppe, padre di Carlo Dossi
- Elena, sposò Emilio Marezzi
- Angioletta (1810-1844), sposò il nobile avvocato Antonio Massa, sindaco di Zenevredo e poi deputato al parlamento del Regno di Sardegna nel 1848

Di lui, il nipote omonimo, scrisse che: "ebbe una sola moglie ma molte amorose - tra le altre, in Svizzera a Carouge Mlle. Gabrielle De Gallais de Saint Germain, e a Milano la Margherita Scazzosi [dell']alberg[o]. della Gran Brettagna".

## Albero genealogico
|                                             |                                |                                                    | Genitori                                                        |  |  | Nonni |  |  | Bisnonni             |  |  | Trisnonni      |  |
|                                             |                                |                                                    |                                                                 |  |  |       |  |  | Lorenzo Pisani Dossi |  |  | Domenico Dossi |  |
|                                             |                                |                                                    |                                                                 |  |  |       |  |  | Lorenzo Pisani Dossi |  |  | Domenico Dossi |  |
|                                             |                                | Lodovica Sozzi                                     |                                                                 |  |  |       |  |  | Lorenzo Pisani Dossi |  |  |                |  |
| Carlo Pisani Dossi                          |                                |                                                    |                                                                 |  |  |       |  |  | Lorenzo Pisani Dossi |  |  |                |  |
|                                             |                                | …                                                  | …                                                               |  |  |       |  |  |                      |  |  |                |  |
|                                             |                                | …                                                  | …                                                               |  |  |       |  |  |                      |  |  |                |  |
|                                             |                                | …                                                  | …                                                               |  |  |       |  |  |                      |  |  |                |  |
| Gelasio Vincenzo Pisani Dossi               |                                | …                                                  |                                                                 |  |  |       |  |  |                      |  |  |                |  |
|                                             |                                | Pietro Antonio Oleario di Bellagente               | …                                                               |  |  |       |  |  |                      |  |  |                |  |
|                                             |                                | Pietro Antonio Oleario di Bellagente               | …                                                               |  |  |       |  |  |                      |  |  |                |  |
|                                             |                                | Pietro Antonio Oleario di Bellagente               | …                                                               |  |  |       |  |  |                      |  |  |                |  |
| Matilde Oleario di Bellagente               |                                | Pietro Antonio Oleario di Bellagente               |                                                                 |  |  |       |  |  |                      |  |  |                |  |
|                                             |                                | …                                                  | …                                                               |  |  |       |  |  |                      |  |  |                |  |
|                                             |                                | …                                                  | …                                                               |  |  |       |  |  |                      |  |  |                |  |
|                                             |                                | …                                                  | …                                                               |  |  |       |  |  |                      |  |  |                |  |
| Carlo Pisani Dossi                          |                                | …                                                  |                                                                 |  |  |       |  |  |                      |  |  |                |  |
|                                             | Carl Hölly von Niedermensdorff | Johann Joseph Maximilian Hölly von Niedermensdorff |                                                                 |  |  |       |  |  |                      |  |  |                |  |
|                                             | Carl Hölly von Niedermensdorff | Johann Joseph Maximilian Hölly von Niedermensdorff |                                                                 |  |  |       |  |  |                      |  |  |                |  |
|                                             | Carl Hölly von Niedermensdorff | …                                                  |                                                                 |  |  |       |  |  |                      |  |  |                |  |
| Giuseppe Federico Hölly von Niedermensdorff | Carl Hölly von Niedermensdorff |                                                    |                                                                 |  |  |       |  |  |                      |  |  |                |  |
|                                             |                                | …                                                  | …                                                               |  |  |       |  |  |                      |  |  |                |  |
|                                             |                                | …                                                  | …                                                               |  |  |       |  |  |                      |  |  |                |  |
|                                             |                                | …                                                  | …                                                               |  |  |       |  |  |                      |  |  |                |  |
| Maria Rosalia Hölly von Niedermensdorff     |                                | …                                                  |                                                                 |  |  |       |  |  |                      |  |  |                |  |
|                                             |                                | Ippolito Beccaria                                  | Giovanni Giacomo III Beccaria, co-feudatario di Santa Giulietta |  |  |       |  |  |                      |  |  |                |  |
|                                             |                                | Ippolito Beccaria                                  | Giovanni Giacomo III Beccaria, co-feudatario di Santa Giulietta |  |  |       |  |  |                      |  |  |                |  |
|                                             |                                | Ippolito Beccaria                                  | Ottavia Serbelloni                                              |  |  |       |  |  |                      |  |  |                |  |
| Maria Lucia Gaetana Beccaria                |                                | Ippolito Beccaria                                  |                                                                 |  |  |       |  |  |                      |  |  |                |  |
|                                             |                                | …                                                  | …                                                               |  |  |       |  |  |                      |  |  |                |  |
|                                             |                                | …                                                  | …                                                               |  |  |       |  |  |                      |  |  |                |  |
|                                             |                                | …                                                  | …                                                               |  |  |       |  |  |                      |  |  |                |  |
|                                             |                                | …                                                  |                                                                 |  |  |       |  |  |                      |  |  |                |  |